# Brownlowioideae
Brownlowioideae is een onderfamilie uit de kaasjeskruidfamilie (Malvaceae).

## Geslachten
- Berrya Roxb.
- Brownlowia Roxb.
- Carpodiptera Griseb.
- Christiana DC.
- Diplodiscus Turcz.
- Indagator Halford
- Jarandersonia Kosterm.
- Pentace Hassk.
- Pityranthe Thwaites